# Assemblée mondiale de la santé

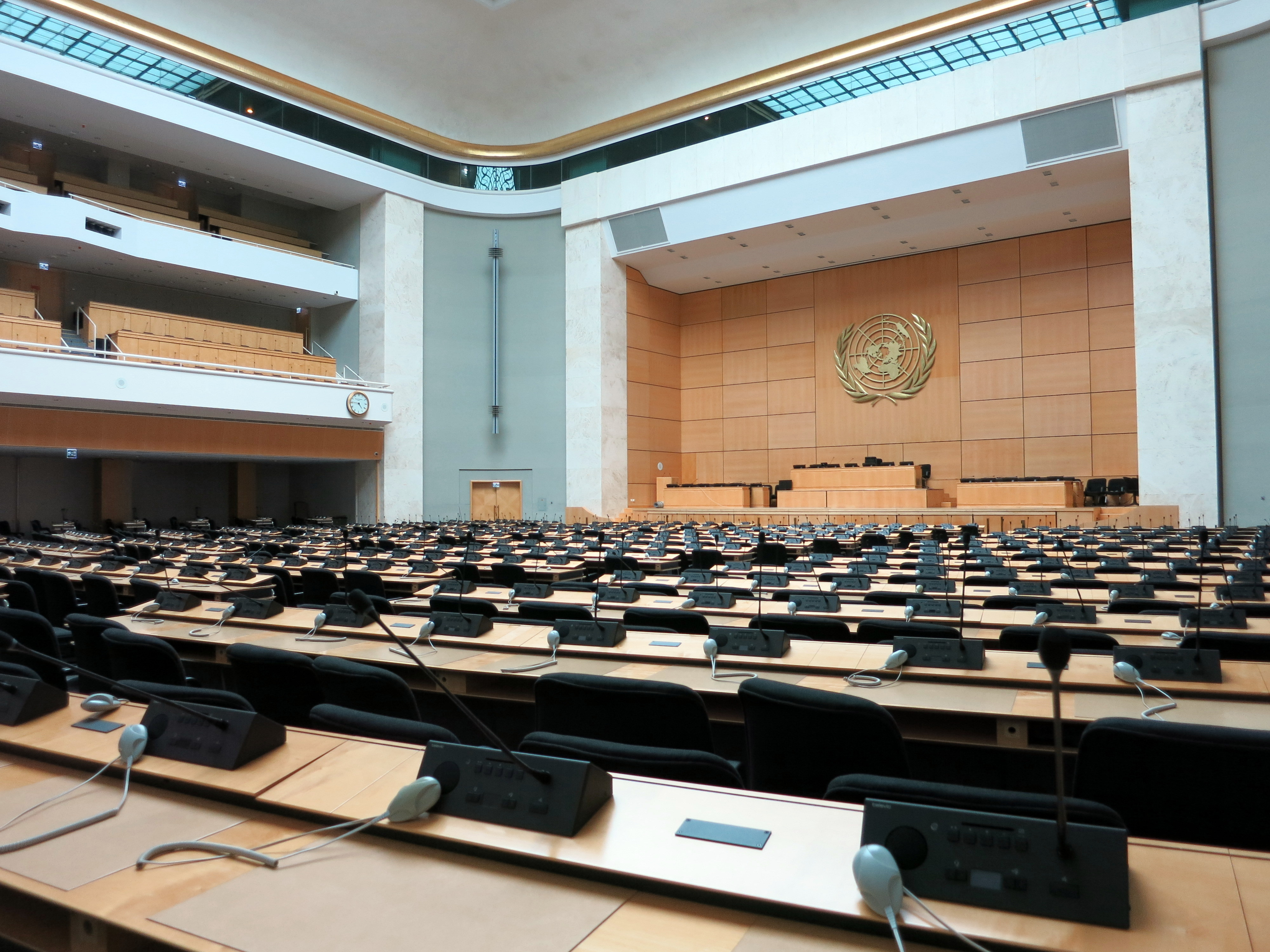
L'Assemblée mondiale de la santé se réunit dans la salle des assemblées du palais des Nations.

Pour les articles homonymes, voir AMS et WHA.
L'Assemblée mondiale de la santé (AMS), en anglais World Health Assembly (WHA), est un forum de discussion à travers lequel l'Organisation mondiale de la santé (OMS) est gouverné par ses 194 États membres.
Les membres de l'Assemblée mondiale de la santé se rencontrent généralement et annuellement au mois de mai à Genève (Suisse), lieu dans lequel siège l'OMS. La principale fonction de l'organisation est de déterminer les politiques et d'améliorer ses programmes.
La première assemblée mondiale de la santé a été organisée en 1948 et elle ne comptait que 55 États membres. L'AMS possède actuellement 194 États membres.
La soixante-dixième Assemblée mondiale de la santé, en mai 2018, est marqué par la nomination de Tedros Adhanom Ghebreyesus au poste de directeur général de l'OMS.